# Östergötlands runinskrifter 175
Östergötlands runinskrifter 175, Ög 175, är ett runstensfragment i Skärkinds socken i Norrköpings kommun. Fragmentet är cirka 0,5 × 0,3 meter till ytan och cirka 0,24 meter tjockt. Över ena sidan löper ett avsnitt av en runslinga vars runor är normalrunetyp. Ristningen bedöms vara vikingatida. 
Ög 175 finns idag i Skärkinds kyrka, där det i september 2009 förvaras i ett sidorum tillsammans med Ög ATA4654/74 och Ög 174.

## Translitterering
I translittererad form lyder inskriften på fragmentet:
... ...-raif ¤ su(n) ...

## Översättning
Erik Brate anger "...raif, (sin) son(?)..." som tänkbar översättning.